# Domfessel
Domfessel település Franciaországban, Bas-Rhin megyében. Lakosainak száma 276 fő (2022. január 1.). Domfessel Lorentzen, Mackwiller, Rimsdorf, Sarre-Union és Vœllerdingen községekkel határos.

## Népesség
A település népességének változása:
| Lakosok száma | 318  | 299  | 294  | 286  | 285  | 281  | 280  | 278  | 276  |
|               | 2013 | 2015 | 2016 | 2017 | 2018 | 2019 | 2020 | 2021 | 2022 |